# آدم هيلي
آدم ريموند هيلي (ولد في روما، إيطاليا) هو رائد أعمال على الإنترنت. 
يشغل آدم ريموند هيلي حاليًا منصب الشريك الإداري لشركة سمارت كوكي، وهي شركة قابضة لمتابعة الاستثمارات في المشاريع عبر الإنترنت.
كان سابقًا المؤسس المشارك والرئيس التنفيذي لشركة بوريد أند بلو، وهو موقع إلكتروني لخدمات الزفاف ومقره شارلوتسفيل، فرجينيا. تأسست بوريد أند بلو في عام 2011 وتم بيعها إلى زولا في عام 2017.
قبل ذلك كان المؤسس المشارك والرئيس التنفيذي لشركة هوتليكوبتر، وهو محرك بحث عن الفنادق تم بيعه في عام 2011 إلى روم كي، وهو تحالف يضم أكبر ستة سلاسل فنادق في العالم. 
تم عرض محرك بحث الفندق بواسطة الواشنطن بوست،  (غير مؤكد) وفوربس (غير مؤكد) و MSNBC.com  ويو إس إيه توداي.
أطلق أول شركة ناشئة للويب على الإنترنت باسم سامبا ديجيتال ميديا في براغ في عام 1999 عندما كان عمره 24 عامًا، حيث ساعد في بناء الشركة لتصبح واحدة من أكبر شركات الخدمات الإلكترونية في أوروبا الوسطى.
هيلي محاضر أيضًا في ريادة الأعمال في كلية ماكينتير للتجارة بجامعة فرجينيا ويعمل في مجلس إدارة مركز بدء التشغيل المحلي هاكفيل.    
في عام 2013، تم تسمية هيلي كأحد «أفضل 50 رجل أعمال» في فرجينيا من قبل مركز التكنولوجيا المبتكرة. ظهر هيلي أيضًا في عدد أبريل 2008 من مجلة Entrepreneur حول رواد الأعمال الذين يحملون ماجستير في إدارة الأعمال.

## روابط خارجية
- بوريد أند بلو - الموقع الرسمي
- روم كي - الموقع الرسمي
- مدونة آدم هيلي
- جمعية رايفن - الموقع الرسمي